# Тразагис
Траза̀гис (на италиански и на фриулски: Trasaghis) е село и община в Северна Италия, провинция Удине, автономен регион Фриули-Венеция Джулия. Разположено е на 217 m надморска височина. Населението на общината е 2337 души (към 2010 г.).